# Jalan Batang Duri
Jalan Batang Duri – droga w dystrykcie Temburong w Brunei. Droga ma około 18 km długości i prowadzi z Bangar na południe, do Batang Duri. Wiedzie wzdłuż rzeki Sungai Temburong. 16 km od Bangar przy drodze leży mały ogród zoologiczny i park Taman Batang Duri. 
Od 6 października 2009 roku trwały prace nad poszerzeniem drogi, które ukończone miały zostać do 4 marca 2011 roku.
Droga ma kluczowe znaczenie zarówno dla mieszkańców okolicznych wiosek jak i dla turystów udających się w kierunku Ulu Ulu National Park Resort, Parku Narodowego Ulu Temburong czy Kuala Belalong Field Study Centre.